# وسلی دکاس
وسلی دکاس (انگلیسی: Wesly Decas؛ زادهٔ ۱۱ اوت ۱۹۹۹) بازیکن فوتبال اهل هندوراس است.
از باشگاه‌هایی که در آن بازی کرده است می‌توان به باشگاه ورزشی ناسیونال اشاره کرد.
وی همچنین در تیم‌های ملی فوتبال زیر ۲۳ سال هندوراس و هندوراس بازی کرده است.